# Podsmardzewo-Grzeszówka
Podsmardzewo-Grzeszówka – kolonia w Polsce położona w województwie mazowieckim, w powiecie płońskim, w gminie Sochocin.
W latach 1975–1998 miejscowość należała administracyjnie do województwa ciechanowskiego.